# Яструб чорний
Яструб чорний (Accipiter melanoleucus) — вид хижих птахів родини Яструбові (Accipitridae). Це найбільший представник роду Яструб (Accipiter) в Африці.
Поширений переважно в лісах і непустельних районах на південь від Сахари, особливо у місцях, де є великі дерева, придатні для гніздування; найкращим для нього середовищем проживання є приміські біотопи і змінені людиною ландшафти. Живиться в основному птахами середнього розміру, як голуби.
Цей вид зустрічається в більшості країнах Африки на південь від Сахари.

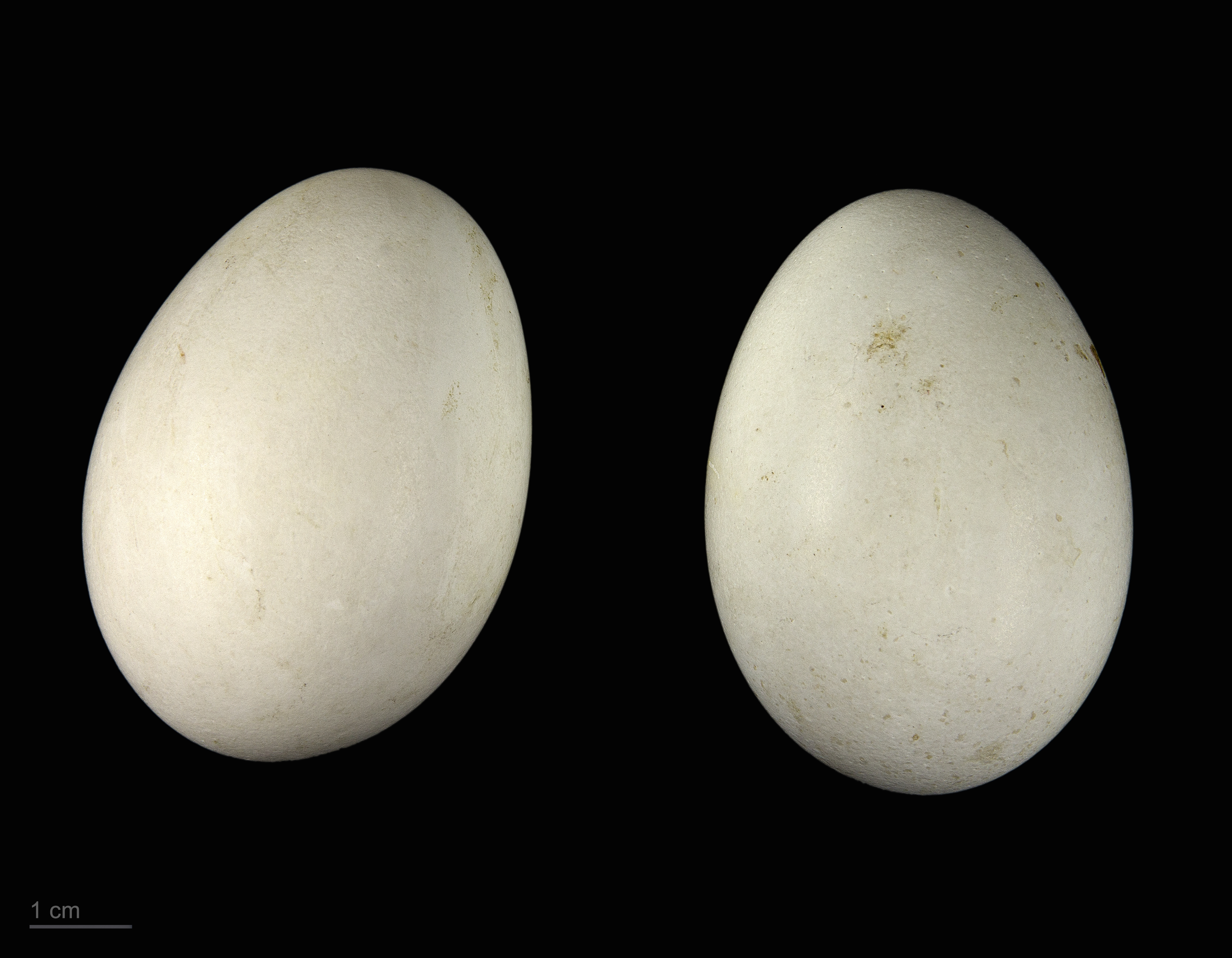
Яйце чорного яструба (Тулузький музей)